# Albert Hänel
Albert Hänel (Leipzig, 10 de junho de 1833 – Kiel, 12 de maio de 1918) era um jurista alemão, historiador jurídico e político liberal. Ele foi um dos líderes do Partido do Progresso alemão e serviu como reitor da Universidade de Kiel. Ele atuou como membro da Câmara dos Deputados da Prússia, do Reichstag da Confederação da Alemanha do Norte e do Reichstag Imperial, e foi vice-presidente da Câmara de Deputados da Prússia e do Reichstag Imperial.

## Biografia
Hänel nasceu em Leipzig. Ele estudou em Viena, Leipzig e Heidelberg. Em 1860, tornou-se professor de jurisprudência na Universidade de Königsberg e em 1863 na Universidade de Kiel. Ele serviu como reitor da Universidade de Kiel de 1892 a 1893.
Um dos fundadores do Partido Liberal em Schleswig-Holstein após a anexação dos ducados à Prússia em 1866, foi eleito para a Câmara dos Deputados da Prússia e para o Reichstag da Confederação da Alemanha do Norte e, posteriormente, para o Reichstag Imperial. Ele ficou conhecido como líder dos chamados "Fortschrittspartei" ou Progressistas. Após a fusão com os secessionistas em 1884, “Fortschrittspartei” foi denominado “Deutschfreisinnige Partei”. Após a dissolução do partido em 1893, ele representou o 'Freisinnige Vereinigung' (União Liberal), mas nas eleições do mesmo ano. para o Reichstag, ele foi derrotado pelo candidato social-democrata. Foi reeleito em 1898.
Era casado com Bertha von Hosstrup (1814–1902), filha de Gerhard von Hosstrup e neta de Ludwig Erdwin Seyler.

## Trabalho
Seus escritos incluem:
- Studien zum deutschen Staatsrecht (1873 a 1888)
- Die Gesetzgebung des deutschen Reichs über Konsularwesen und Seeschiffahrt (1875)